# Almonacid de Toledo
Almonacid de Toledo è un comune spagnolo di 865 abitanti situato nella comunità autonoma di Castiglia-La Mancia.
Notevole il Castello che domina l'abitato dall'alto, di origine musulmana, con bastioni e mura merlate, oggi in rovina.